# Tominčev slap
Tominčev slap je na Tominčevemu potoku oz. Belem potoku v Podljubelju.
V Sloveniji predstavlja geološko posebnost, saj pada preko stene iz ladinijskega konglomerata. Ima zanimivo obliko, saj se vodni curek takoj na ustju razdeli v dva pramena. Desni pramen, ki je močnejši, pada v curku v tolmun, levi pramen pa teče do tolmuna poševno ob prelomni ploskvi. Oba pramena tako tvorita trikotno obliko. Ob visoki vodi se pramena združita in slap dobi precej mogočno obliko.
Tominčev slap je visok 18 m in je lahko dostopen po kolovozu, ki se odcepi od stranske ceste v dolini Belega potoka, ta pa od glavne ceste Tržič-Ljubelj.